# Ophiomyia alysicarpi
Ophiomyia alysicarpi är en tvåvingeart som beskrevs av Mario Bezzi 1928. Ophiomyia alysicarpi ingår i släktet Ophiomyia och familjen minerarflugor. Inga underarter finns listade i Catalogue of Life.